# (128627) Ottmarsheim
(128627) Ottmarsheim, provisorische Bezeichnung 2004 RM8, ist ein Asteroid und Kleinplanet des äußeren Asteroiden-Hauptgürtels, der am 6. September 2004 von der französischen Amateurastronomin Claudine Rinner am Observatorium von Ottmarsheim entdeckt wurde.

## Name
(128627) Ottmarsheim erhielt nach seiner Entdeckung zunächst die provisorische Bezeichnung 2004 RM8. Später wurde er nach Ottmarsheim benannt. Ottmarsheim ist eine kleine elsässische Gemeinde auf dem Westufer des Rheinseitenkanals gelegen. Sie ist berühmt für die Abteikirche Ottmarsheim, die im 11. Jahrhundert erbaut wurde. Die Entdeckerin des Planeten, Claudine Rinner, arbeitet im Observatorium Ottmarsheim.

## Umlaufbahn
(128627) Ottmarsheim umkreist die Sonne in einer Entfernung von 2,741 bis 3,66 AE alle 5,72 Jahre einmal. Seine Umlaufbahn hat eine Exzentrizität von 0,1431 bezogen auf die Große Halbachse von 3,199 AE und eine Bahnneigung von 4,60 Grad bezogen auf die Ekliptik.

## Familie
(128627) Ottmarsheim gehört der Hygiea-Familie an. Die Hygiea-Familie besteht aus dunklen, kohlenstoffhaltigen Asteroiden. Ihr größter Asteroid ist (10) Hygiea.

## Spektraltyp
(128627) Ottmarsheim wird entsprechend der Taxonomie des Sloan Digital Sky Survey der Spektralklasse CB zugeordnet. Diese Spektralklasse entspricht einem Übergang von Spektralklasse C = Kohlenstoff, dunkle Oberfläche, zur Spektralklasse B: nicht ganz so dunkel, mehr bläuliche Oberfläche, Albedo etwas größer als bei C.

## Durchmesser und Albedo
(128627) Ottmarsheim hat einen Durchmesser von 5,615 Kilometer und eine Albedo von 0,067.

## Beobachtungen
(128627) Ottmarsheim wurde bereits vor seiner Entdeckung seit 1993 von Steward Observatory, Kitt Peak-Spacewatch (691), Lincoln Laboratory ETS, New Mexico (ETS = Experimental Test Site) (704), Observatoire royal de Belgique, Uccle, Belgien (012), LPL/Spacewatch II (291), Cerro Tololo Inter-American Observatory, La Serena, Chile (807) beobachtet. Seit seiner Entdeckung gab und gibt es weitere Beobachtungen durch die genannten Observatorien und durch Ottmarsheim (224), Lowell Observatory-LONEOS (LONEOS) (699), Astronomisches Observatorium Molėtai, Litauen (152), Mount Lemmon Survey, Mount Lemmon, Arizona (G96), Palomar Mountain/NEAT (644), Catalina Sky Survey, Tucson, AZ (703), Pan-STARRS 1 Haleakala (F51), WISE (C51), OAM Observatory, La Sagra, Spanien (J75), Tenagra II Observatory (926), Space Surveillance Telescope, Atom Site (G45), Cerro Tololo-DECam (W84), Pan-STARRS 2 Haleakala (F52), ISON-NM Observatory, Mayhill, NM (H15), ISON-SSO Observatory, Siding Spring (Q60), Purple Mountain Observatory, Xuyi Station (D29), ATLAS-HKO, Haleakala (T05), ATLAS-MLO, Mauna Loa (T08), Palomar Mountain--PTF (I41).